# Charles Duparquet
Charles Victor Aubert Duparquet (L'Aigle, 31 octobre 1830 - Loango, 26 août 1888) est un missionnaire, botaniste et explorateur français.

## Biographie
Membre de la Congrégation du Saint-Esprit, il est ordonné le 2 juin 1854 dans le diocèse de Sées et est nommé à Dakar en 1855. Au Gabon, il mène des recherches botaniques sur la flore et la faune tropicales et découvre de nouvelles espèces. Å Sainte Marie de Libreville, il s’occupe des enfants, et à Saint Joseph des Bangas, il a du temps pour apprendre le portugais. C’est du Gabon, qu’il envoie en juin 1865, au Museum d’Histoire naturelle de Paris ses premières collections de reptiles, de poissons, de plantes. 
Rentré en France en 1858, il reprend des études scientifiques puis est envoyé en Angola en 1866.
Le 25 septembre 1866, il embarque pour le Congo portugais. Il est curé à Capangbongue, dans le district de Mossâmedes,.Il y fait des recherches botaniques dans les montagnes de la Chella qu'il explore jusqu'à Huila et vers Humpata et y étudie les variations de la végétation tropicale selon l'altitude. En 1869, il est envoyé à Zanzibar et avec le père Antoine Horner, visite l'Oukami.
Après un séjour au Zanzibar en août 1870, il revient vers le Congo portugais en 1873, avec le titre de vice-préfet apostolique. Il y fonde la mission de Lândana, avec des écoles pour les enfants mulâtres comme Louis de Gourlet, les enfants rachetés comme Charles-Célestin Maondé, et les enfants libres. Il fait planter de nombreux arbres fruitiers en provenance des Antilles qui s'acclimatent facilement. Il cultive également des légumes d’Europe à côté de ceux du pays. En prospectant des lieux propices à installer de nouvelles missions, il fait un voyage en amont sur le fleuve Zaïre jusqu’à Boma. Il y découvre la beauté du pays, ses richesses, ses mœurs, ses croyances religieuses. 
De retour au Congo (1871), il fait de nombreux travaux botaniques, ethnologiques et géographiques sur l'Afrique équatoriale et séjourne longuement à Lândana où il fonde une colonie agricole.
Nommé préfet apostolique de la Cimbébasie en 1879, il explore tout le pays avec un chargement important trainé par seize bœufs. Il remonte alors la rivière Swakop, passe par Omaruru, longe les montagnes du Damaraland et, au nord, atteint Outjo, l'Ovambo et, à la frontière de l'Angola, la vallée de la Kounéné.
En 1880, la Société de géographie lui demande d'explorer de nouveau l'Ovambo. Il corrige alors le tracé des rivières Kounéné et Okavango puis, en 1883 et en 1886, visite le Bechuanaland et le Kalahari jusqu’à Mafeking.
En 1887, est fondé le vicariat apostolique du Congo français, confié à son ami, Mgr Hippolytte Carrie. Le père Duparquet va passer les derniers mois de sa vie avec lui.
Malade, il revient quelque temps en France mais décide de repartir rapidement au Congo où il meurt quelques jours après son arrivée, à Loango, le 26 août 1888.
Un des missionnaires les plus actifs de son temps, sa collection conservée au Muséum d'histoire naturelle de Paris et de Lisbonne comporte plus de 1 300 espèces végétales différentes.

## Travaux
- Voyage dans la Guinée méridionale, 1868
- Voyage des PP. Duparquet, Baur et Horner dans l'Oukami, 1872
- Voyage au Zaïre, Bulletin de la Société de géographie, 1876, p. 412-426
- Le Damaraland, 1880
- Voyage en Cimbébasie, 1880